# Sierra del Rincón (Madrid)
La Sierra del Rincón es un sistema montañoso español que se encuentra entre las sierras de Ayllón y Guadarrama, en la comarca de la Sierra Norte en el extremo nororiental de la Comunidad de Madrid. Se extiende por los municipios de: La Hiruela, Horcajuelo de la Sierra, Montejo de la Sierra, Prádena del Rincón, Madarcos y Puebla de la Sierra. Fue declarada Reserva de la Biosfera en junio de 2005 y ampliada en junio de 2022 con el municipio de Madarcos por la UNESCO.
La Sierra del Rincón en su ubicación entre los relieves de las sierras de Guadarrama y Ayllón, tiene su reflejo en la singularidad de este territorio y en su naturaleza, con unos ecosistemas excepcionales, por su la elevada diversidad de hábitats: pinares, robledales, encinares, hayedos, pastizales, piornales y matorrales.
De hecho, el 90 % de su territorio está protegido mediante diferentes figuras legales. En este aspecto, destaca el increíble Hayedo de Montejo, su paraje más afamado debido a que es uno de los hayedos más meridionales de Europa, declarado Sitio Natural de Interés Nacional en 1974.

## Clima
Mantiene unas temperaturas medias anuales entre los 9 °C y 12 °C, aunque su morfología accidentada provoca algunas diferencias de tipo local, pero todas ellas en concordancia con el clima de montaña. Las nevadas son regulares en otoño e invierno.
La media de las precipitaciones anuales se acerca a los 700 mm, con una distribución bastante homogénea a lo largo de todo el año, excepto en los meses estivales.

## Flora y fauna
La Sierra del Rincón contiene más de 2000 especies de animales y plantas. Aunque se han inventariado más de 690 especies de flora vascular, aproximadamente 140 de flora no vascular y casi 200 de fauna vertebrada, de las cuales 140 son raras, animales endémicos o que aparecen en el Catálogo Regional de Especies Amenazadas, todavía carece de un estudio florístico completo, más allá de un simple listado de las especies de flora (Cuevas et al. 2005).

Un estudio inconcluso eleva el catálogo florístico del espacio a cerca de 1000 taxones.

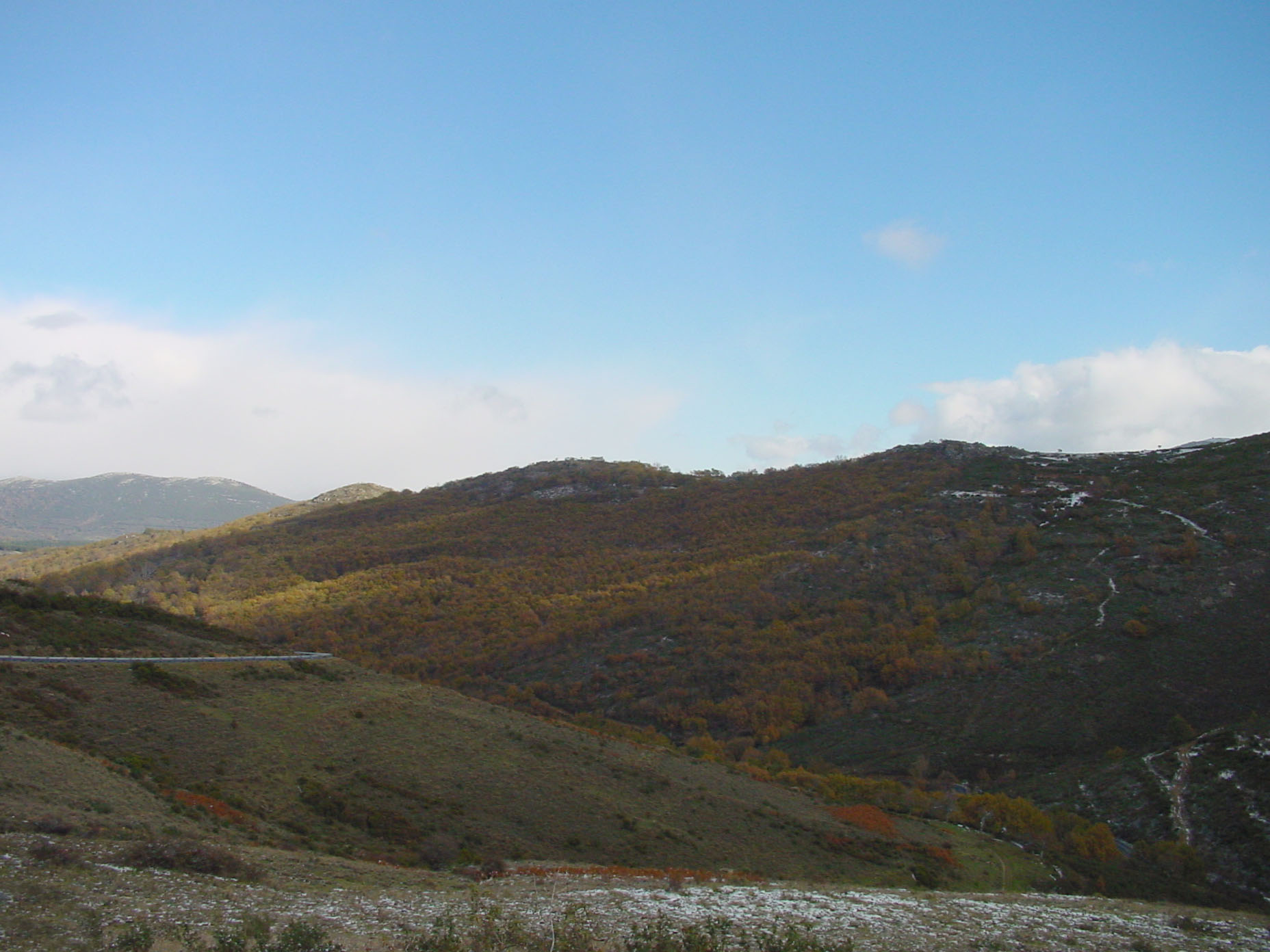
Vistas desde La Hiruela, uno de los municipios de la Sierra del Rincón.
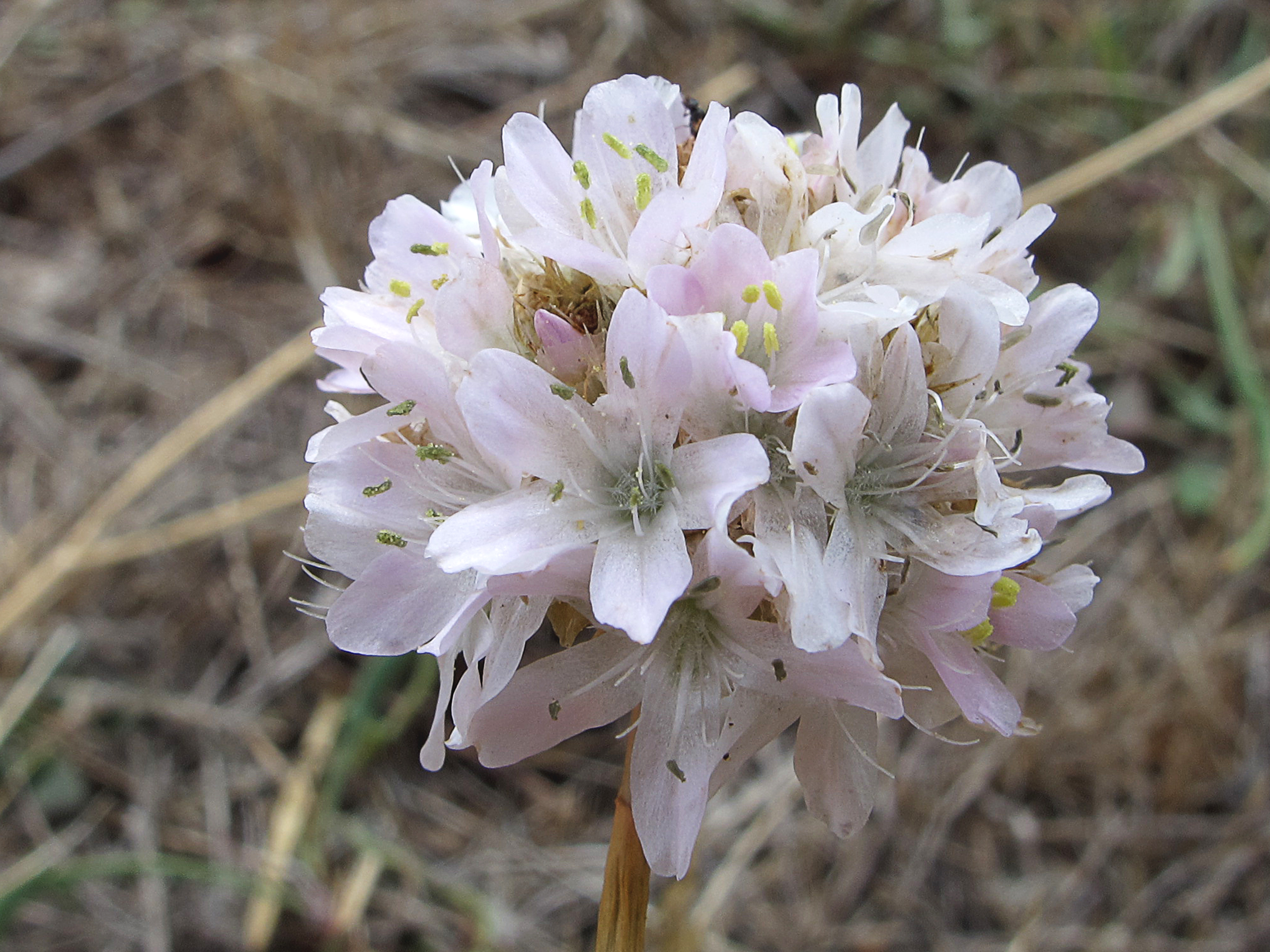
Pata de cigüeña (Armeria arenaria) en la sierra del Rincón
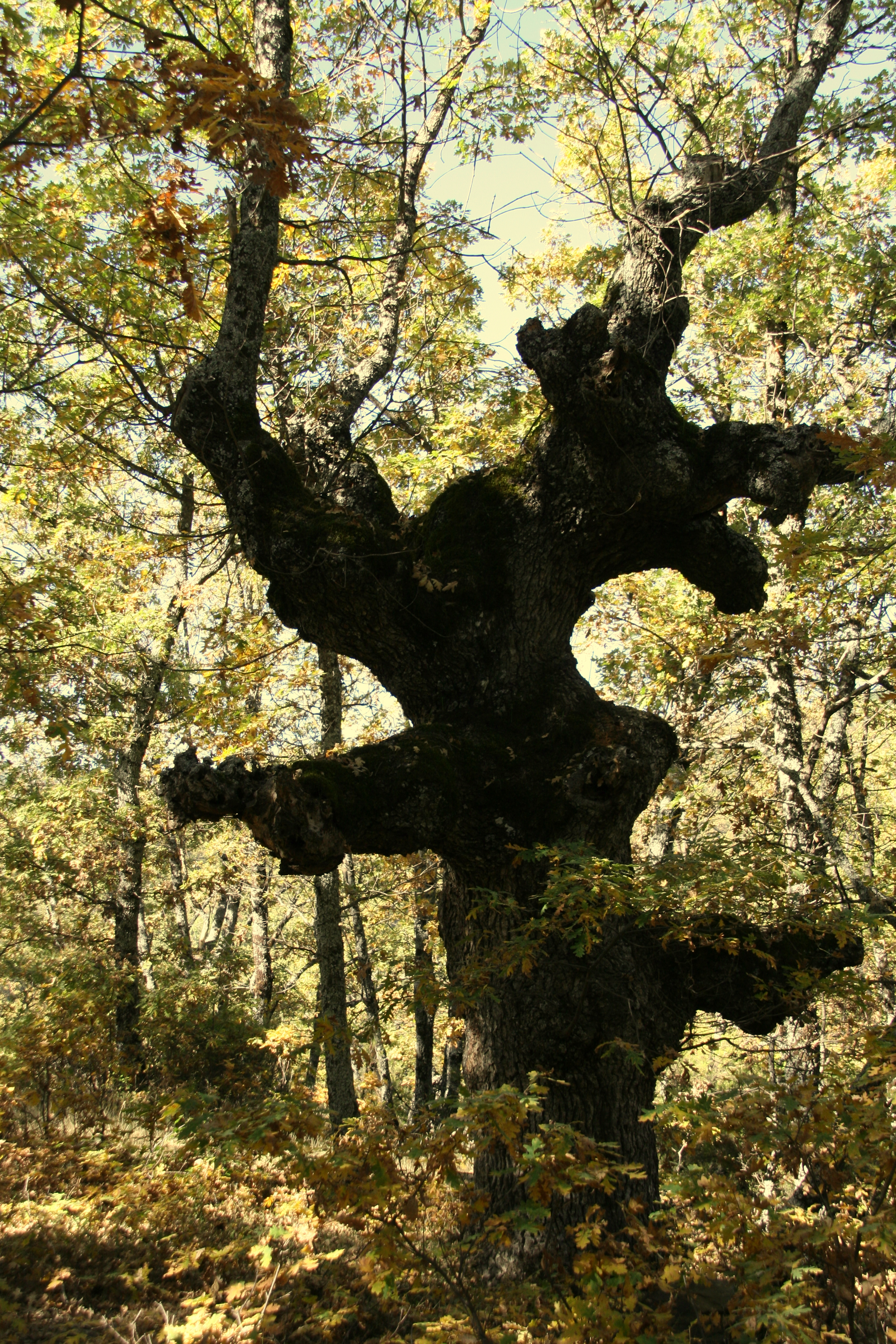
Senda por los robles centenarios

## Parque escultórico
La sierra del Rincón abarca en el municipio de Puebla de la Sierra un parque escultórico y el museo de Dibujo y Obra Gráfica con obras de Pablo Picasso, Eduardo Chillida, Antoni Tàpies, Miquel Barceló entre otros. El paraje natural alberga un centenar de esculturas al aire libre cedidas o donadas por destacados artistas desde 1998.

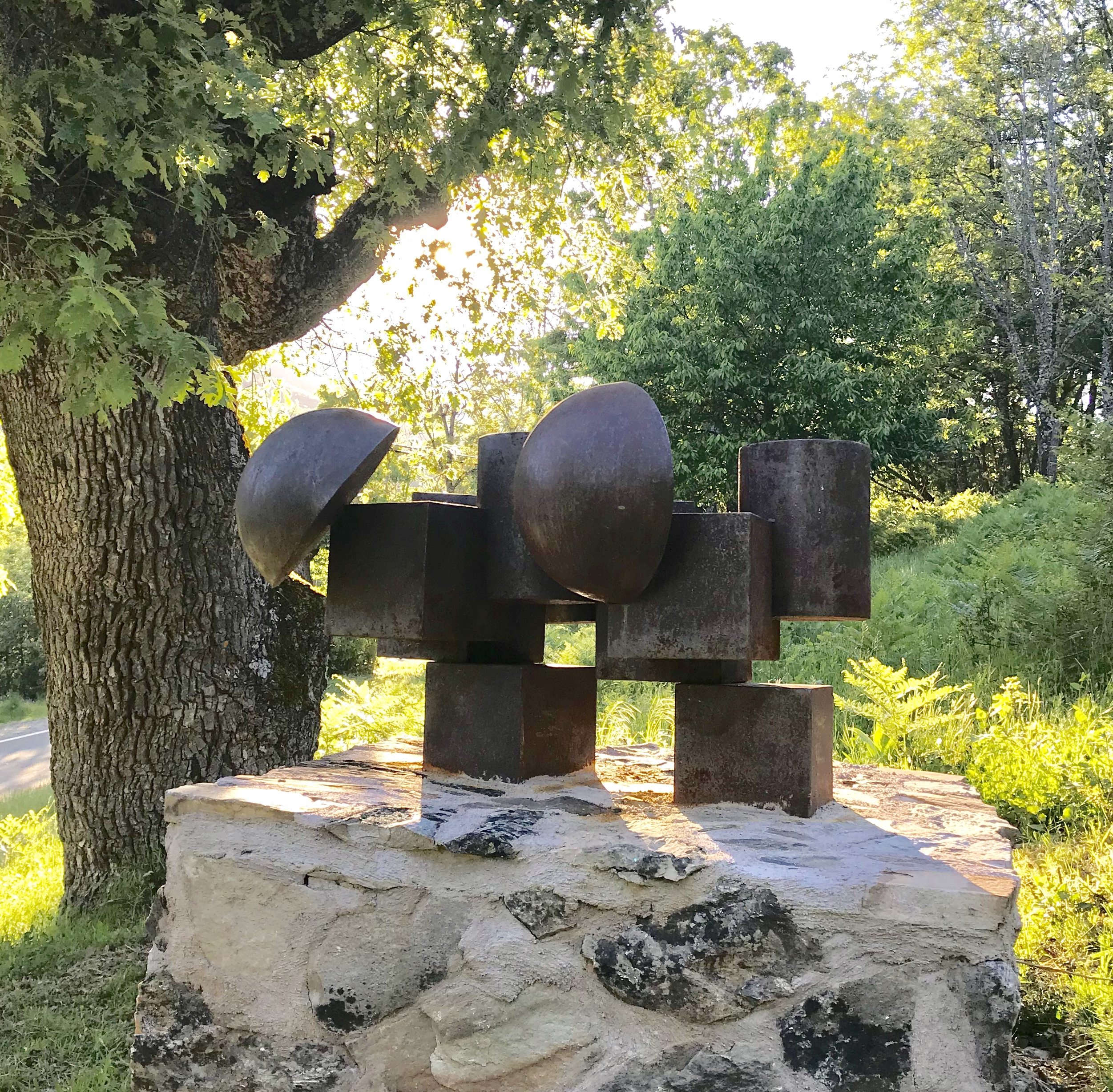
Pluralidad, escultura de Teddy Cobeña en el parque escultórico de la Sierra del Rincón
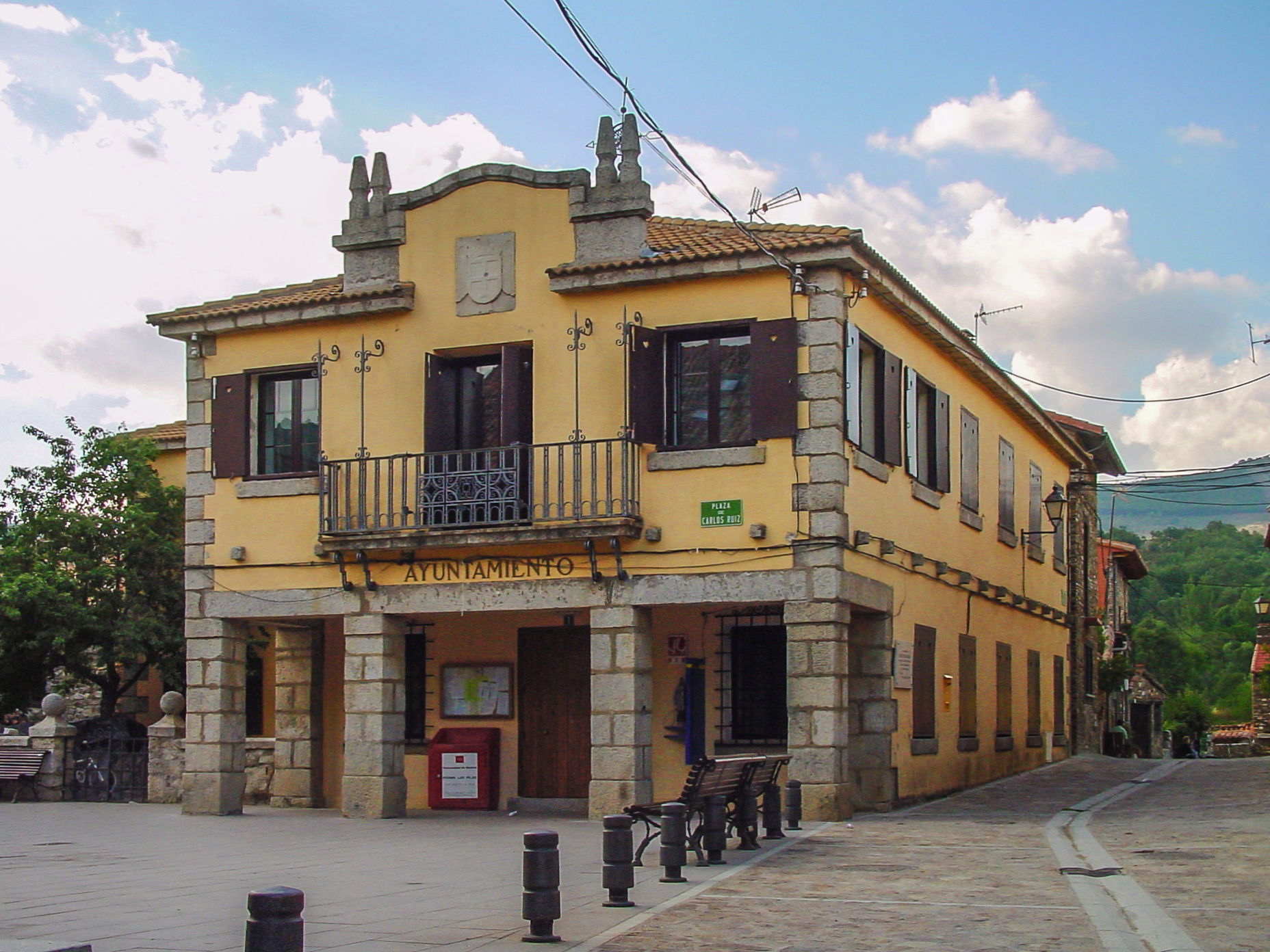
Ayuntamiento de Puebla de la Sierra en cuyo interior se alberga el Museo de Dibujo y Obra Gráfica